# Orleanska jungfrun (pjäs)
Orleanska jungfrun (tyska: Die Jungfrau von Orleans) är en tragedipjäs av den tyske författaren Friedrich Schiller. Den handlar om det franska helgonet Jeanne d'Arc. Pjäsen uruppfördes 11 september 1801 i Leipzig. Det var ett av Schillers mest uppförda verk under hans levnad.
En svensk översättning av Bengt Johan Törneblad utgavs 1813 under titeln Jungfrun af Orleans. År 1837 utgavs en översättning av Karl August Nicander med det nuvarande namnet. Det finns tre kända bearbetningar som opera: Giovanna d'Arco från 1845 av Giuseppe Verdi, Jungfrun av Orléans från 1881 av Pjotr Tjajkovskij och Das Mädchen aus Domrémy från 1976 av Giselher Klebe.